# Jiří Komárek
Jiří Komárek (* 28. května 1931 Brno) je český biolog a vysokoškolský pedagog, odborník v taxonomii sinic.

## Biografie
V letech 1949–1951 vystudoval Přírodovědeckou fakultu Masarykovy University v Brně. V letech 1951-1957 absolvoval postgraduální studium (RNDr. a CSc.) na Přírodovědecké fakultě University Karlovy.
V letech 1961–1971 pracoval v Laboratoři experimentální algologie Mikrobiologického ústavu ČSAV v Třeboni. Po rozdělení třeboňského pracoviště v roku 1971 přestoupil do Botanického ústavu ČSAV (algologické oddělení v Třeboni). Věnoval se také horolezectví a oženil se s o jedenáct let mladší, později známou českoamerickou horolezkyní Věrou Komárkovou.
Profesně se zabývá algologií, taxonomií sinic, hydrobiologií a ekologii řas.
Od roku 1991 vyučuje na Přírodovědecké fakultě Jihočeské univerzity (v letech 1991–1998 byl vedoucí katedry botaniky). Od roku 1997 profesor Botaniky. Je obsažen ve Stanfordském celosvětovém seznamu 2% nejcitovanějších vědců (za celou dosavadní
dráhu).

## Ocenění
- Zlatá medaile J. E. Purkyně ČSAV 1989
- Zlatá medaile G. J. Mendela ČSAV, 1990
- Holubyho medaile Slovenské botanické společnosti, 2001
- G.W. Prescott Award, American Phycological Society, 2001
- Člen Učené společnosti ČR od roku 2004.[2]